# Höhenlinie

Höhenlinienbild (kotierte Projektion) eines Berges.

Höhenlinien, auch Isohypsen (von altgriechisch ἴσος ísos „gleich“ und ὕψος hypsos „Höhe, Anhöhe“) oder Niveaulinien (historisch auch Höhenschichtlinien), bezeichnen auf topografischen Landkarten benachbarte Punkte gleicher Höhe. (Äquidistante) Linienscharen beschreiben ein Höhenprofil. Höhenlinien sind damit ein Spezialfall von Isolinien und Niveaumengen.
Tiefenlinien, auch Isobathen (von ísos und altgriechisch βαθύς bathýs „tief“) sind Höhenlinien in Gewässern. Sie geben das Relief des Meeres- oder Seegrundes wieder.
Bei geringen Ansprüchen an die Genauigkeit werden Höhenflächen auch durch Einfärbungen in Regionalfarben hervorgehoben.
Der Gradient steht immer senkrecht zu den Höhenlinien.

## Geschichte
Als Erfinder der Höhenlinien gilt der englische Mathematiker Charles Hutton, der für das Schiehallion-Experiment den Berg Schiehallion vermessen hat. Im Lauf der Vermessungsarbeiten erfand Hutton die Höhenlinien, um mehr Ordnung in seine Messdaten zu bringen.

## Arten

Arten von Höhenlinien
normale Linien = Haupthöhenlinien
dicke Linien = Zähllinien
gestrichelte Linien = Hilfshöhenlinien

### Haupthöhenlinien
Haupthöhenlinien werden die Höhenlinien genannt, die mit einem Vielfachen der Äquidistanz vom Nullniveau aus erreicht werden, beispielsweise bei einer Äquidistanz von 10 Metern die Höhenlinien bei 270, 280, 290, 300 und 310 Metern.

### Zähllinien
Als Zähllinien oder verstärkte Haupthöhenlinien bezeichnet man die meist dicker dargestellten und/oder beschrifteten Haupthöhenlinien bei oft runden Höhenwerten (z. B. bei 300 Metern).

### Hilfshöhenlinien
Als Hilfshöhenlinien (auch Zwischenhöhenlinie) bezeichnet man Höhenlinien, die zwischen zwei benachbarten Haupthöhenlinien eingezeichnet werden, um die Reliefform insbesondere in flacherem Gelände besser durch die Höhenlinien darstellen zu können, beispielsweise 282,5, 285 und 287,5 Meter. Ohne die Hilfshöhenlinien würden in Ebenen Reliefstrukturen, die nicht mehr mit der Äquidistanz dargestellt werden können, entfallen.

## Darstellung

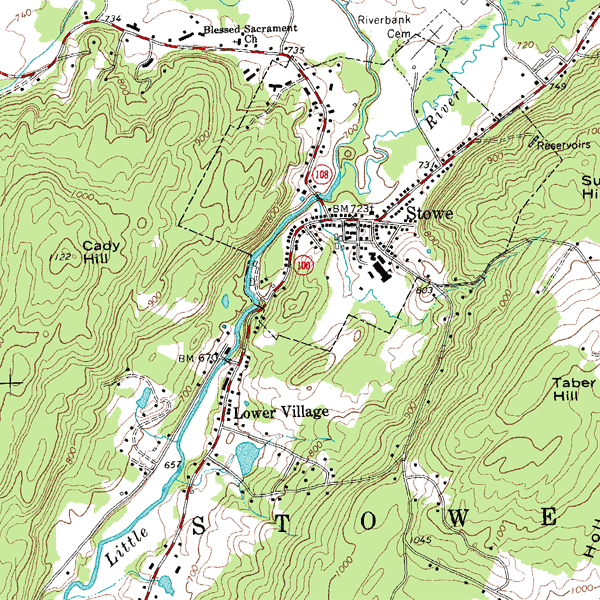
Eine topografische Karte mit Höhenlinien

Haupthöhenlinien werden oft durch eine schwarze oder braune durchgezogene Linie mit einer Strichstärke von 0,1 oder 0,15 mm dargestellt. Zähllinien werden wie Haupthöhenlinien dargestellt, nur dass ihre Strichbreite um die 0,2 mm beträgt. Hilfshöhenlinien werden in derselben Farbe wie Haupthöhenlinien, aber als unterbrochene Linie mit einer Strichbreite kleiner 0,1 mm, dargestellt.
Ist bei einzeln stehenden, kleinen Höhenlinien nicht erkennbar, ob diese einen Hügel oder eine Senke kennzeichnen, wird die Abwärtsrichtung durch einen Pfeil in die Senke oder durch kleine, senkrecht an den Höhenlinien angebrachte Fallstriche gekennzeichnet.
Tiefenlinien – aber auch Höhenlinien auf Gletschern – werden in Karten oft mit einer blauen Strichfarbe wiedergegeben.

## Höhenlinienzahlen
Höhe sollten an runden Höhenlinienwerten beschriftet werden. Je nach Bedarf können auch weitere Höhenlinien beschriftet werden. Im Flachland sind die Beschriftungen auch an Hilfshöhenlinien sinnvoll. Der Fuß der Höhenlinienzahl ist im deutschsprachigen Raum meist talwärts ausgerichtet, so dass Höhenlinienzahlen auf dem Kopf stehen können. In Schweizer Landeskarten sind Höhenlinienzahlen von rechts oder unten lesbar.

## Weglassen
Bei sehr steilem Gelände kann es dazu kommen, dass die Höhenlinien zu eng beieinander liegen. Deshalb werden dort oft einige Höhenlinien weggelassen oder in felsigem Gelände stattdessen eine Felssignatur genutzt.

## Erstellung

### Manuell
Zwischen einzelnen Punkten, die das Gelände darstellen, werden durch Interpolation jene Punkte konstruiert, die auf den gewünschten Höhen liegen. Anschließend werden jene so entstandenen Punkte, die auf gleicher Höhe liegen, durch Kurven miteinander verbunden. Voraussetzung ist, dass die Ausgangspunkte lage- und höhenmäßig bekannt sind.

### Photogrammetrisch
Für die photogrammetrische Erstellung von Höhenlinien ist es notwendig, dass ein „Stereobildpaar“ des Geländes vorliegt (d. h., es gibt zwei Bilder, auf welchen das Gelände mit unterschiedlichen Blickrichtungen dargestellt wird). Daraus kann ein „Stereomodell“ gebildet werden, welches im Auswertegerät oder am Computer dreidimensional betrachtet werden kann. In diesem Modell wird eine Zeigemarke auf der gewünschten Höhe so auf das Gelände gesetzt, dass sie in der Geländeoberfläche liegt. Mit dieser Marke wird nun das Gelände entlanggefahren und der zurückgelegte Weg mitprotokolliert. Dieser stellt die gewünschte Höhenlinie dar.

### Geländemodell

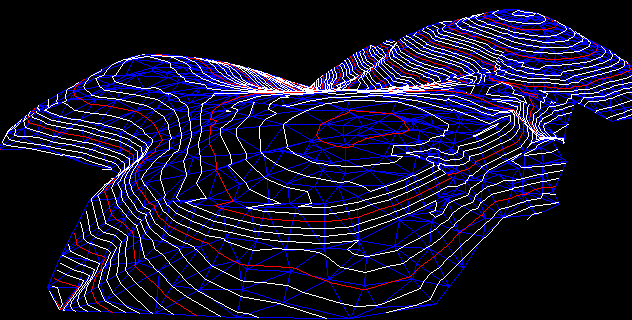
Digitales Geländemodell: Dreiecksvermaschung ist blau dargestellt, Höhenlinien sind weiß und rot.

Aus einer großen Anzahl von Einzelpunkten, die das Gelände repräsentieren, wird ein digitales Geländemodell erstellt. Das kann entweder durch eine Dreiecksvermaschung (Triangulated Irregular Network) erfolgen, oder durch Approximation eines rechteckigen Gitternetzes. Dieses Höhenmodell wird mit einer horizontalen Ebene in der gewünschten Höhe geschnitten; das Ergebnis ist die Höhenlinie. Aus Rasterhöhenmodellen können Höhenlinien direkt erzeugt werden, indem man die Höhenwerte einer Treppenfunktion 
unterwirft und anschließend hochpassfiltert. 

## Anwendung
Neben ihrer typischen Verwendung in topografischen Karten, auch als Hilfestellung zum Beispiel für Wanderer in Wanderkarten, besitzen die Höhenlinien eine besondere Bedeutung im Rahmen der Abgrenzung von oberirdischen Wassereinzugsgebieten und damit der Wasserscheiden sowie bei
geologischen Kartierungen – speziell des Bankverfahrens.
Höhenlinien können auch zur Darstellung von Höhenunterschieden eingesetzt werden, insbesondere für eine Höhenänderung in zeitlicher Abhängigkeit. Damit können zum Beispiel zeitabhängige Verformungen (Deformationen) im Tunnel- oder U-Bahn-Bau oder an Staudämmen anschaulich präsentiert werden.

## Höhenlinien in der Zweitafelprojektion
In einer Zweitafelprojektion (Darstellende Geometrie) bezeichnet man eine zur Grundrissebene parallele Gerade als Höhenlinie.

## Grundwasserhöhenlinien (Hydroisohypsen)
Die Grundwasserhöhenlinien dienen der Kartierung des Grundwasserstandes. In der Natur lässt sich dieser auf Luftbildern durch den Bewuchs ablesen (etwa Erlen und Binsen gegenüber Kiefernwald) und bei ländlichen Kulturflächen an den Entwässerungsgräben. Grundwasserhöhenkarten werden angefertigt für die Entschärfung von Fliegerbomben.